# Geoffrey A. Landis
Geoffrey Alan Landis (Detroit, Estados Unidos, 28 de mayo de 1955) es un científico, ingeniero aeroespacial, inventor y autor estadounidense, famoso por sus trabajos de investigación para la NASA en campos como la exploración planetaria, los viajes interestelares y la energía solar y fotovoltaica.
Posee nueve patentes, principalmente en el campo de las mejoras en las células solares y los dispositivos fotovoltaicos, y ha teorizado sobre los viajes interestelares y la construcción de bases en la Luna, Marte y Venus. Ha contribuido con múltiples ensayos y artículos científicos en diversas publicaciones académicas. Landis también escribe ciencia ficción dura basándose en su bagaje científico. Por sus obras ha ganado un Premio Nébula, dos Premios Hugo y un Premio Locus, así como dos Premios Rhysling por su poesía.

## Biografía
Landis nació en Detroit (Michigan), y durante su infancia vivió en Virginia, Maryland, Filadelfia e Illinois. Estudió en el New Trier High School de Winnetka (Illinois). Es licenciado en física y electrotecnia por el Instituto de Tecnología de Massachusetts (MIT) y doctor en física del estado sólido por la Universidad Brown. Está casado con la escritora de ciencia ficción Mary A. Turzillo y vive en Berea (Ohio).

## Carrera
Tras doctorarse en la Universidad Brown, Landis trabajó en el Centro de Investigación Lewis de la NASA y el Instituto Aeroespacial de Ohio antes de aceptar un puesto permanente en el Centro Glenn de la NASA, donde investiga sobre las misiones a Marte, la energía solar y el desarrollo tecnológico para futuras misiones espaciales. Posee nueve patentes y ha sido autor o coautor de más de 300 publicaciones científicas en los campos de la astronáutica y la energía fotovoltaica. 
Landis ha teorizado sobre los aspectos prácticos de la generación de oxígeno y la creación de materiales de construcción para una futura base lunar en la revista New Scientist, y sobre la posibilidad de utilizar el hierro metálico disponible en Marte para fabricar acero in situ.
Ha recibido numerosas distinciones profesionales, como el Aerospace Power Systems Award otorgado por el American Institute of Aeronautics and Astronautics, el Space Flight Awareness Award de la NASA y el Stellar Award de la Rotary en 2016.

### Sistemas de energía fotovoltaica
Gran parte del trabajo técnico de Landis ha sido en el campo del desarrollo de células y paneles solares, tanto para uso terrestre como para naves espaciales. 

### Marte
Landis ha trabajado en una serie de proyectos relacionados con el desarrollo de tecnología de exploración humana y robótica de Marte y el análisis científico de la superficie marciana, como, por ejemplo, estudios sobre el rendimiento de las células fotovoltaicas en el ambiente de Marte, el efecto del polvo marciano sobre su rendimiento, y tecnologías para la eliminación del polvo de los paneles.. Formó parte del equipo Rover en la misión Mars Pathfinder. Es miembro del equipo científico de la misión Mars Exploration Rover de 2003, donde trabajó en la observación de los remolinos de polvo marcianos, las mediciones atmosféricas y la observación de las heladas en el ecuador de Marte. También fue miembro del equipo de experimentación del Precursor de Producción de Propelente In Situ (ISPP) para la misión Mars Surveyor 2001 Lander, un paquete de experimentos para demostrar la fabricación de oxígeno de la atmósfera marciana que fue cancelado tras el fracaso de la Mars Polar Lander). 
También ha trabajado en el campo de la futura exploración robótica y humana en Marte, desarrollando conceptos como la nave espacial Mars Geyser Hopper, una misión de clase Discovery que investigaría el dióxido de carbono primaveral de los géiseres marcianos de las regiones del polo sur de Marte, el concepto "HERRO" (acrónimo del inglés Human Exploration using Real-time Robotic Operations) para la exploración telerrobótica de Marte, y conceptos relativos a la utilización de recursos in situ para una misión de retorno de muestras marcianas. En un artículo de 1993, sugirió la puesta en marcha de un programa por fases de exploración de Marte, con una serie de logros graduales que conducirían al aterrizaje del ser humano en Marte.

### Instituto de Conceptos Avanzados de la NASA
Landis ha sido miembro del Instituto de Conceptos Avanzados de la NASA (NASA Institute for Advanced Concepts - "NIAC"), donde trabajó en un proyecto que investigaba el uso de velas impulsadas por rayos láser y de partículas para la propulsión del vuelo interestelar. En 2002, Landis pronunció un discurso en la convención anual de la Asociación Estadounidense para el Progreso de la Ciencia sobre las posibilidades y los retos que plantean los viajes interestelares en la que fue calificada como "la primera discusión seria sobre cómo un día la humanidad viajará a la estrella más cercana". El Dr. Landis dijo: "Esta es la primera reunión en la que se está considerando realmente el viaje interestelar por parte de los seres humanos. Es histórico. Vamos a ir a las estrellas. No es una opción a largo plazo". Posteriormente pasó a describir una nave estelar con una vela de diamante, de unos pocos nanómetros de espesor, alimentada por energía solar, que podría alcanzar el "10 por ciento de la velocidad de la luz".
Volvió a ser seleccionado como académico de conceptos avanzados innovadores de la NASA en 2012, con una investigación sobre la viabilidad de un rover propulsado a vela para la exploración de Venus, y en 2015 lideró un estudio del NIAC para diseñar una misión a Tritón, un satélite de Neptuno.

### Puestos académicos
En el curso académico 2005-2006, Landis fue nombrado profesor visitante de astronáutica en el MIT, y ganó el Abe M. Zarem Educator Award otorgado por el AIAA en 2007. También ha sido profesor de la Universidad Internacional del Espacio; en 1998 fue profesor del Departamento de Minería, Fabricación y Robótica del Programa de Estudios Espaciales, y en 1999 formó parte del cuerpo docente del 12º Programa de Estudios Espaciales de la Universidad Tecnológica de Suranaree en Nakhon Ratchasima (Tailandia). También fue profesor invitado del 13º Programa de Estudios Espaciales de la UIE en Valparaíso (Chile) y el Programa de Estudios Espaciales de 2015 en Athens (Ohio).
Como escritor, fue instructor del Clarion Writers Workshop de la Universidad Estatal de Míchigan en 2001.

## Obra literaria

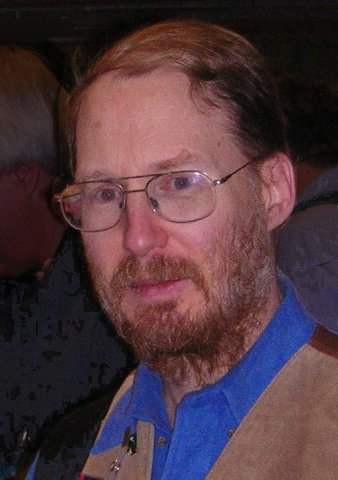
Geoffrey Landis en una convención de ciencia ficción en Ámsterdam, en 2006

### Ciencia ficción
La primera historia de ciencia ficción de Landis, Elemental, apareció en la revista Analog en diciembre de 1984, y fue nominada al Premio Hugo de 1985 a la mejor novela. En el campo de la ciencia ficción, Landis ha publicado más de 70 obras de ficción cortas y dos libros. En 1989 fue galardonado con el Premio Nébula a la mejor historia corta por "Ripples in the Dirac Sea" (Asimov 's Science Fiction, octubre de 1988). Ha ganado dos Premios Hugo, el primero en 1992 por "A Walk in the Sun" (Asimov 's Science Fiction, octubre de 1991), y el segundo en 2003 por su historia corta "Falling onto Mars" (Analog Science Fiction and Fact, Jul/Ago 2002). 
Su primera novela, Mars Crossing, por la que ganó un Premio Locus, fue publicada por Tor Books en el año 2000 (fue traducida al español como "A través de Marte y publicada por La Factoría de Ideas en 2004). Una colección de cuentos cortos, Impact Parameter (and Other Quantum Realities), fue publicada por Golden Gryphon Press en 2001. También ha ganado el Premio Analog Analytical Laboratory por su novela corta The Man in the Mirror (2009). Su novela de 2010 The Sultan of the Clouds ganó el premio Sturgeon a la mejor historia corta de ciencia ficción, y fue nominada a los premios Nébula y Hugo.

### Poesía
Landis también ha publicado una serie de poemas, muchos de los cuales versan sobre ciencia ficción o incluyen temática científica. Ha ganado el Premio Rhysling en dos ocasiones, por su poema "Christmas, after we all get time machines" en el año 2000 (que también ganó ese mismo año el Asimov's Reader's Award al mejor poema) y por "Search" en 2009. En 2010 ganó el Premio Dwarf Stars por el poema "Fireflies". Ha sido galardonado con el Asimov's Reader's Award al mejor poema en tres ocasiones, la más reciente en 2014 por su poema "Rivers". En 2009 obtuvo el 2º puesto en el concurso de poesía de la Hessler Street Fair por su poema "Five Pounds of Sunlight," y el primer puesto en 2010 por "Human Potential."
Su colección de poesías Iron Angels fue publicada en 2009.

### Otros
Landis también ha escrito artículos de no ficción, artículos de ciencia popular, artículos enciclopédicos y columnas para una amplia gama de publicaciones, como Analog Science Fiction and Fact, Space Sciences, Asimov's Science Fiction, Spaceflight y Science Fiction Age. Su artículo "The Demon Under Hawaii" ("El demonio bajo Hawaii") ganó el Premio Analog Analytical Laboratory al mejor artículo científico en 1993.

## Premios importantes
- 1989: Premio Nébula a la mejor historia corta por "Ripples in the Dirac Sea"
- 1992: Premio Hugo a la mejor historia corta por "A Walk in the Sun"
- 2001: Premio Locus a la mejor primera novela por Mars Crossing
- 2003: Premio Hugo a la mejor historia corta por "Falling onto Mars"
- 2011: Premio Theodore Sturgeon a la mejor obra corta de ciencia ficción[47] por "The Sultan of the Clouds"
- 2014: Premio Robert A. Heinlein "otorgado por obras destacadas de ciencia ficción y trabajos técnicos que inspiran la exploración humana del espacio."[58]

### Novelas
- Landis, Geoffrey A. (2001). Mars crossing. Tor Books. ISBN 978-0-8125-7648-1.
- Landis, Geoffrey A. (2004). A través de Marte (Isabel Merino Bodes, trad.). Colección Solaris ficción (1.ª edición). Arganda del Rey: La Factoría de Ideas. ISBN 84-9800-073-4.

### Ficción corta
Colecciones
- Landis, Geoffrey A. (diciembre de 2001). Impact Parameter (and Other Quantum Realities). Urbana, IL: Golden Gryphon Press. ISBN 1-930846-06-1. Archivado desde el original el 24 de diciembre de 2009. Consultado el 5 de agosto de 2019.
- A Walk in the Sun (Great Science Fiction Stories) 2004

Historias cortas
- Ripples in the Dirac Sea
- A Walk in the Sun
- Falling Onto Mars
- The Man in the Mirror
- The Sultan of the Clouds
- A Hotel in Antarctica[59]
- Impact Parameter
- Elemental
- Ecopoiesis
- Across the Darkness
- Ouroboros
- Into the Blue Abyss
- Snow
- Rorvik's War
- Approaching Perimelasma
- What We Do Here at NASA
- Dark Lady
- Outsider's Chance
- Beneath the Stars of Winter
- The Singular Habits of Wasps
- Winter Fire

### Poesía
Colecciones
- Landis, Geoffrey A. (2009). Iron Angels. Van Zeno Press. ISBN 978-0-9789244-7-8. Archivado desde el original el 17 de julio de 2011. Consultado el 5 de agosto de 2019.

Lista de poemas
| Título                              | Año  | Publicado en |
| ----------------------------------- | ---- | --- |
| On the semileptonic decay of mesons | 2013 | Landis, Geoffrey A. (abril-mayo de 2013). «On the semileptonic decay of mesons». Asimov's Science Fiction 37 (4 y 5): 107. |
| Rivers                              | 2013 | Landis, Geoffrey A. (junio de 2013). «Rivers». Asimov's Science Fiction 37 (6): 31.                                        |
| Everything decays                   | 2014 | Landis, Geoffrey A. (marzo de 2014). «Everything decays». Asimov's Science Fiction 38 (3): 106.                            |

### No ficción
- Landis, Geoffrey A. (1991). Myths, legends, and true history. Author's Choice Monthly 26. Eugene, OR: Pulphouse Publications. OCLC 25242854.
- Geoffrey A. Landis. Laser-powered Interstellar Probe